# Stygocyathura sbordonii
Stygocyathura sbordonii là một loài chân đều trong họ Anthuridae. Loài này được Argano miêu tả khoa học năm 1971.